# Hull–Rust–Mahoning Open Pit Iron Mine
Hull–Rust–Mahoning Open Pit Iron Mine (Залізний кар'єр «Галл-Раст-Магонінг») — один із найбільших у світі глибоких кар'єрів. Його розміри становлять 2,4 на 5,6 км, а глибина сягає понад 180 м.

## Опис
Розташований у гірничопромисловому районі Месабі Рейндж у місті Гіббінг, штат Міннесота, США. Максимальної продуктивності кар'єр досяг під час першої і другої світових воєн, коли на нього припадала чверть від загального видобутку залізної руди в США.

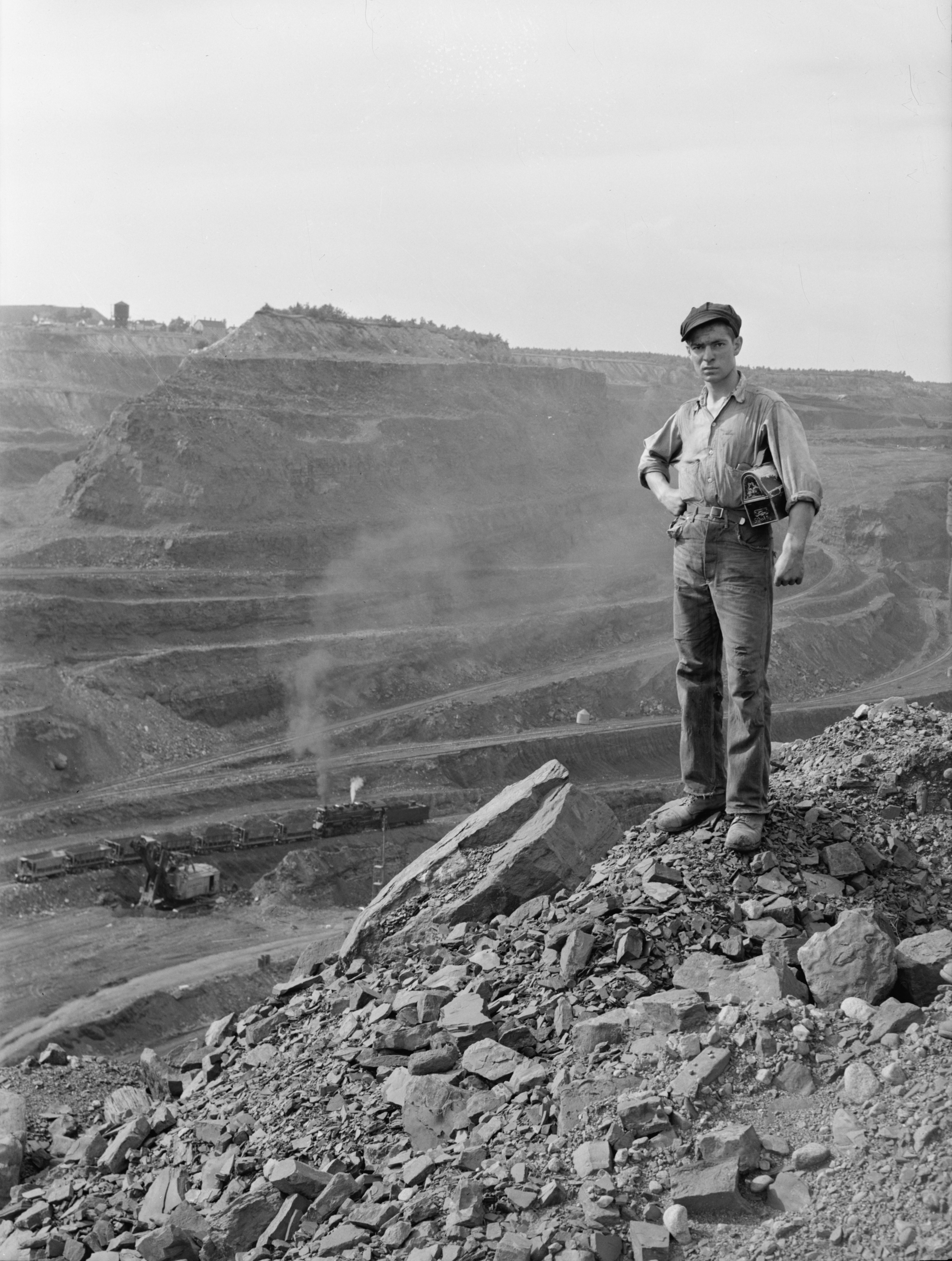
Робочий біля краю кар'єру

Дослідження гірничопромислового району Месабі Рейндж розпочались у 1893—1894 роках, невдовзі після відкриття кар'єру Маунтін-Айрон у 1892 році. Спочатку проводили підземні розробки, але краще зарекомендував себе відкритий спосіб через невелику глибину залягання руди. Спочатку в цьому районі було багато дрібних кар'єрів, але невдовзі всі вони об'єднались в один великий. Розростання кар'єру навіть призвело до необхідності перенести містечко Гіббінг. Роботи з переносу тривали від 1919 до 1921 року й коштували 16 млн доларів США. За цей час будівельники перемістили 185 будівель, а деякі з великих будинків переносили частинами. Нині можна побачити лише залишки первинного поселення поряд з оглядовим майданчиком поблизу краю кар'єру.
Відтоді як кар'єр розпочав роботу, 1895 року, з нього видобуто 519 млн тонн пустої породи і 690 млн тонн залізної руди. Кар'єр потрапив до списку Національних історичних пам'ятників і 13 листопада 1966 року був занесений до Національного реєстру історичних місць США. Нині видобуток руди в кар'єрі веде компанія Cliffs Natural Resources. Руду добувають у вигляді таконітових кульок, 8,2 млн тонн на рік (не беручи до уваги шлам, пусту породу та розкрив).